# أنزور نفش
أنزور نفش (2 نوفمبر 1978 بنالتشيك في روسيا - ) هو لاعب كرة قدم روسي وأردني في مركز الوسط. شارك مع منتخب الأردن لكرة القدم. أما مع النوادي، فقد لعب مع النادي الأهلي ونادي روستوف أون دون ونادي سوتيسكا نيكشيتش وFC Gubkin ‏ وFC Dynamo GTS Stavropol ‏ وFC Lukhovitsy ‏ وFC Kavkazkabel Prokhladny ‏ وFC Aruan Nartkala ‏ وسبارتاك نالتشيك وأفانجارد كورسك.

## وصلات خارجية
- أنزور نفش على موقع قاعدة بيانات كرة القدم.إي يو (الإنجليزية)
- أنزور نفش على موقع ناشيونال فوتبول تيمز (الإنجليزية)